# Red Dragon (groupe armé)
Le Red Dragon (en français « Dragon rouge ») est un groupe armé séparatiste actif dans le département du Lebialem de la région du Sud-Ouest du Cameroun. 
Loyale au gouvernement intérimaire de l'Ambazonie et faisant partie du Conseil d'autodéfense de l'Ambazonie (CAA), il est dirigé par Oliver Lekeaka et contrôle la majeure partie du département, chassant les chefs traditionnels et les administrateurs locaux. Le groupe est fortement affaibli en 2022 à la suite de la mort de son chef, Oliver Lekeaka.

## Histoire
Le 31 décembre 2018, l'armée camerounaise affirme avoir tué le « Field Marshal », Oliver Lekeaka, dans le Lebialem. Sa mort a rapidement été démentie par le gouvernement intérimaire de l'Ambazonie, ainsi que par des sources au sein de l'armée camerounaise. Oliver Lekeaka refait surface dans une vidéo une semaine plus tard, prouvant que les rapports sur sa mort étaient effectivement faux. En mars 2019, l'armée camerounaise affirme avoir tué le général Ayeke de la milice, ainsi que deux séparatistes qui ont tenté d'intervenir. Cependant, le « général Ayeke » est réapparu par la suite en tant que chef d'une autre force d'insurgés, les Alou Guerrilla Fighters. En octobre 2019, Oliver Lekeaka s'autoproclame roi du Lebialem, s'attirant la condamnation des chefs traditionnels du département. Les autorités camerounaises lancnt  ensuite des raids dans le Lebialem, afin de capturer ou de tuer Oliver Lekeaka, entraînant des pertes dans les deux camps. 
En octobre 2020, l'armée camerounaise tue finalement le « général Ayeke », ce qui a fait de la milice Red Dragon, dirigée par Oliver Lekeaka, le groupe rebelle dominant dans le Lebialem. À ce moment-là, le journaliste Atia T. Azohwi déclare qu'Oliver Lekeaka réussi à s'assurer un « territoire où sa parole fait loi ».
En février 2021, des membres du Red Dragon tuent au moins trois chefs traditionnels dans le village d'Essoh Attah. Dans la crise du leadership ambazonien, les Red Dragon se sont rangés du côté de la faction fidèle à Samuel Ikome Sako. Le Conseil de restauration, l'organe législatif du gouvernement intérimaire, s'est séparé de la faction de Samuel Ikome Sako au début de 2022 et a déclaré plus tard que Marianta Njomia avait remplacé Samuel Ikome Sako en tant que président. Les Red Dragon semblent désormais fidèles à la faction de Marianta Njomia.
Le 12 juillet 2022, l'armée camerounaise, dont le Bataillon d'intervention rapide, auraient localisé Oliver Lekeka, à Menji et mène un raid. Selon le gouvernement camerounais, Oliver et l'un de ses gardes sont tués au cours de l'attaque, tandis que les autres membres du Red Dragon prennent la fuite. Le gouvernement intérimaire de l'Ambazonie confirme sa mort quelques jours plus tard, mais conteste les circonstances de sa mort. Selon son frère, Chris Anu, Oliver Lekeka est tué par un initié qui a ensuite informé les forces camerounaises de l'emplacement du cadavre. Le commandant adjoint des Forces de défense de l'Ambazonie (FDA), Capo Daniel, affirme qu'Oliver Lekeaka avait été « remplacé par un chef plus jeune et plus dynamique » à la tête de la milice Red Dragon, sans toutefois nommer cette personne. Néanmoins, la mort d'Oliver Lekeaka affaiblit considérablement le groupe armé et réduit les activités séparatistes dans le département du Lebialem.
Bien que le Red Dragon soit considéré comme toujours actif au Cameroun au début de l'année 2023, ils auraient été « complètement délogés » du Lebialem en septembre de la même année. À leur place, un nouveau groupe rebelle local, « Team Retina », dirigé par le « Général Massacre », avait vu le jour. En octobre 2023, le Red Dragon participe à la Conférence du peuple du Cameroun méridional à Toronto. Le 6 février 2024, des militants du Red Dragon enlèvent le sous-préfet de Bamenda II, Nicholas Nkongho Manchang, et cinq de ses collaborateurs à Ntumbaw ; le fonctionnaire est libéré quelques heures plus tard par les forces de sécurité.